# Crnica (biljni rod)
Crnica (lat. Odontites), biljni rod iz porodice volovotkovki rasprostranjen po Euroaziji i sjevernoj Africi.
Postoji 34 priznate vrste, od kojih nekoliko raste i u Hrvatskoj, to su žuta (Odontites luteus), proljetna (Odontites vernus) i kasna crnica (Odontites vulgaris)

## Vrste
1. Odontites alshehbazianus (Dönmez & Mutlu) A.Fleischm. & Heubl
2. Odontites aucheri Boiss.
3. Odontites bocconei (Guss.) Walp.
4. Odontites bolligeri E.Rico, L.Delgado & Herrero
5. Odontites cebennensis Coste & Soulié
6. Odontites citrinus Bolliger
7. Odontites corsicus (Loisel.) G.Don
8. Odontites discolor Pomel
9. Odontites foliosus Pérez Lara
10. Odontites glutinosus (M.Bieb.) Benth.
11. Odontites hispidulus (Boiss.) Bolliger
12. Odontites hollianus (Lowe) Benth.
13. Odontites jaubertianus (Boreau) D.Dietr. ex Walp.
14. Odontites kaliformis (Pourr.) Pau
15. Odontites lanceolatus (Gaudin) Rchb.
16. Odontites lapiei Batt.
17. Odontites linkii Heldr. & Sart. ex Boiss.
18. Odontites litoralis (Fr.) Fr.
19. Odontites longiflorus (Vahl) Webb
20. Odontites luteus (L.) Clairv.
21. Odontites maroccanus Bolliger
22. Odontites powellii Maire
23. Odontites purpureus (Desf.) G.Don
24. Odontites pyrenaeus (Bubani) Rothm.
25. Odontites rameauanus Emb.
26. Odontites recordonii Burnat & Barbey
27. Odontites rigidifolius (Biv.) Benth.
28. Odontites sillettii Brullo, V.Tomas. & Wagens.
29. Odontites triboutii Gren. & Paill.
30. Odontites vernus (Bellardi) Dumort.
31. Odontites violaceus Pomel
32. Odontites viscosus (L.) Clairv.
33. Odontites vulcanicus Bolliger
34. Odontites vulgaris Moench
35. Odontites ×sennenii Rouy